# Dear Monsters
Dear Monsters è il terzo album in studio del gruppo musicale statunitense Bad Wolves, pubblicato nel 2021 dalla Better Noise.

## Tracce
1. Sacred Kiss – 4:04
2. Never Be the Same – 3:50
3. Lifeline – 3:13
4. Wildfire – 3:16
5. Comatose – 4:03
6. Gone – 3:40
7. On the Case – 3:27
8. If Tomorrow Never Comes – 3:00
9. Springfield Summer – 4:16
10. House of Cards – 4:19
11. Classical – 3:33
12. In the Middle – 4:09

## Formazione
- Daniel "DL" Lasckiewicz – voce
- Doc Coyle – chitarra, voce addizionale
- Chris Cain – chitarra, voce addizionale
- Kyle Konkiel – basso, voce addizionale
- John Boecklin – batteria, percussioni